# Nummer 1-hits in de Billboard Hot 100 in 1990
Deze hits stonden in 1990 op nummer 1 in de Billboard Hot 100.
| Datum        | Artiest                      | Titel                                        |
| ------------ | ---------------------------- | -------------------------------------------- |
| 6 januari    | Phil Collins                 | Another Day in Paradise                      |
| 13 januari   | Phil Collins                 | Another Day in Paradise                      |
| 20 januari   | Michael Bolton               | How Am I Supposed to Live Without You        |
| 27 januari   | Michael Bolton               | How Am I Supposed to Live Without You        |
| 3 februari   | Michael Bolton               | How Am I Supposed to Live Without You        |
| 10 februari  | Paula Abdul & The Wild Pair  | Opposites Attract                            |
| 17 februari  | Paula Abdul & The Wild Pair  | Opposites Attract                            |
| 24 februari  | Paula Abdul & The Wild Pair  | Opposites Attract                            |
| 3 maart      | Janet Jackson                | Escapade                                     |
| 10 maart     | Janet Jackson                | Escapade                                     |
| 17 maart     | Janet Jackson                | Escapade                                     |
| 24 maart     | Alannah Myles                | Black Velvet                                 |
| 31 maart     | Alannah Myles                | Black Velvet                                 |
| 7 april      | Taylor Dayne                 | Love Will Lead You Back                      |
| 14 april     | Tommy Page                   | I'll Be Your Everything                      |
| 21 april     | Sinéad O'Connor              | Nothing Compares 2 U                         |
| 28 april     | Sinéad O'Connor              | Nothing Compares 2 U                         |
| 5 mei        | Sinéad O'Connor              | Nothing Compares 2 U                         |
| 12 mei       | Sinéad O'Connor              | Nothing Compares 2 U                         |
| 19 mei       | Madonna                      | Vogue                                        |
| 26 mei       | Madonna                      | Vogue                                        |
| 2 juni       | Madonna                      | Vogue                                        |
| 9 juni       | Wilson Phillips              | Hold On                                      |
| 16 juni      | Roxette                      | It must have been love                       |
| 23 juni      | Roxette                      | It must have been love                       |
| 30 juni      | New Kids On The Block        | Step By Step                                 |
| 7 juli       | New Kids On The Block        | Step By Step                                 |
| 14 juli      | New Kids On The Block        | Step By Step                                 |
| 21 juli      | Glenn Medeiros & Bobby Brown | She Ain't Worth It                           |
| 28 juli      | Glenn Medeiros & Bobby Brown | She Ain't Worth It                           |
| 4 augustus   | Mariah Carey                 | Vision of Love                               |
| 11 augustus  | Mariah Carey                 | Vision of Love                               |
| 18 augustus  | Mariah Carey                 | Vision of Love                               |
| 25 augustus  | Mariah Carey                 | Vision of love                               |
| 1 september  | Sweet Sensation              | If Wishes Came True                          |
| 8 september  | Jon Bon Jovi                 | Blaze of Glory                               |
| 15 september | Wilson Phillips              | Release Me                                   |
| 22 september | Wilson Phillips              | Release Me                                   |
| 29 september | Nelson                       | (Can't Live Without Your) Love and Affection |
| 6 oktober    | Maxi Priest                  | Close To You                                 |
| 13 oktober   | George Michael               | Praying for Time                             |
| 20 oktober   | James Ingram                 | I Don't Have The Heart                       |
| 27 oktober   | Janet Jackson                | Black Cat                                    |
| 3 november   | Vanilla Ice                  | Ice Ice Baby                                 |
| 10 november  | Mariah Carey                 | Love Takes Time                              |
| 17 november  | Mariah Carey                 | Love Takes Time                              |
| 24 november  | Mariah Carey                 | Love Takes Time                              |
| 1 december   | Whitney Houston              | I'm Your Baby Tonight                        |
| 8 december   | Stevie B                     | Because I Love You (The Postman Song)        |
| 15 december  | Stevie B                     | Because I Love You (The Postman Song)        |
| 22 december  | Stevie B                     | Because I Love You (The Postman Song)        |
| 29 december  | Stevie B                     | Because I Love You (The Postman Song)        |

1940 ·
1941 · 
1942 ·
1943 ·
1944 ·
1945 ·
1946 ·
1947 ·
1948 ·
1949 ·
1950 ·
1951 ·
1952 ·
1953 ·
1954 ·
1955 ·
1956 ·
1957 ·
1958 ·
1959 ·
1960 ·
1961 ·
1962 ·
1963 ·
1964 ·
1965 ·
1966 ·
1967 ·
1968 ·
1969 ·
1970 ·
1971 ·
1972 ·
1973 ·
1974 ·
1975 ·
1976 ·
1977 ·
1978 ·
1979 ·
1980 ·
1981 ·
1982 ·
1983 ·
1984 ·
1985 ·
1986 ·
1987 ·
1988 ·
1989 ·
1990 ·
1991 ·
1992 ·
1993 ·
1994 ·
1995 ·
1996 ·
1997 ·
1998 ·
1999 ·
2000 ·
2001 ·
2002 ·
2003 ·
2004 ·
2005 ·
2006 ·
2007 ·
2008 ·
2009 ·
2010 ·
2011 ·
2012 ·
2013 ·
2014 ·
2015 ·
2016 ·
2017 ·
2018 ·
2019 ·
2020 ·
2021 ·
2022 ·
2023
- Nederland (Top 40)
- Nederland (Single Top 100)
- Vlaanderen (Radio 2 Top 30)
- Australië
- Duitsland
- Frankrijk
- Italië
- Verenigd Koninkrijk
- Verenigde Staten (Hot 100)